# Jin Jiang (Sichuan)
Der Jin Jiang (chinesisch 锦江, Pinyin Jǐn Jiāng, deutsch Fluss Jin) ist ein Flusssystem in der südwestchinesischen Provinz Sichuan. Es besteht im Wesentlichen aus den beiden Flüssen Fu He (府河) und Nan He (南河), fließt durch die Provinzhauptstadt Chengdu und mündet in Pengshan in den Min Jiang.
Der Fu He entsteht durch den Zusammenfluss des Zouma He (走马河) mit dem Pi He (毗河) auf dem Gebiet des Stadtbezirks Pidu. Von dort bis zur Mündung hat er eine Länge von 115 Kilometern und ein Einzugsgebiet von 2090 Quadratkilometern. An seiner Mündung hat er einen Abfluss von durchschnittlich 48 m³/s bzw. 1,433 Milliarden Kubikmeter Wasser pro Jahr.
Der Nan He entsteht aus Qingshui He (清水河) und Modi He (摸底河) auf dem Stadtgebiet von Chengdu, nimmt dann den Fenghuang He (凤凰河) und mündet nach 20,9 Kilometern in den Fu He.